# ヘイノ・カスキ
ヘイノ・カスキ（Heino Kaski, 1885年6月21日 - 1957年9月20日）はフィンランドの作曲家、ピアニスト。

## 経歴
1885年、ピエリスヤルヴィ（リエクサ）で生まれた。ヘルシンキに出て、エルッキ・メラルティン、ジャン・シベリウス、セリム・パルムグレンに師事。シベリウスの推薦でベルリン留学を果たすも、第一次世界大戦により帰国を余儀なくされた。
その後はヘルシンキ音楽院のピアノ教師などを務めた。1950年にプロ・フィンランディア・メダルを受賞。1957年9月20日、91歳のシベリウスが死去した日に72年の生涯を閉じた。

## 作曲作品とその特徴
彼は自身の代表作を1919年に作曲した交響曲ロ短調であると考えていたが、他にピアノ曲、歌曲、ヴァイオリンソナタ、チェロソナタ、フルートソナタも残している。

### 作品
ピアノ曲
- 夜の海辺にて
- 激流
- バラの花園の乙女
- 泉のほとりの妖精
- 牧歌
- 野の小川にて
- 夏の朝
- 夏の夜
- ブルレスケ
- 無言歌
- 山の小人のセレナーデ
- 秋の朝
- 夢
- 前奏曲変ト長調
- 古い時計台

## 文献
- Hillila, Ruth-Esther, and Hong, Barbara Blanchard. 1997. Historical Dictionary of the Music and Musicians of Finland, p. 171. Greenwood Publishing Group[1]